# Diócesis de Lafayette en Luisiana
La diócesis de Lafayette en Luisiana (en latín: Dioecesis Lafayettensis y en inglés: Roman Catholic Diocese of Lafayette in Louisiana) es una circunscripción eclesiástica de la Iglesia católica en Estados Unidos. Se trata de una diócesis latina, sufragánea de la arquidiócesis de Nueva Orleans. Desde el 17 de febrero de 2016 su obispo es John Douglas Deshotel.

## Territorio y organización
La diócesis tiene 14 962 km² y extiende su jurisdicción sobre los fieles católicos de rito latino residentes en 7 parroquias civiles del estado de Luisiana: Acadia, Evangeline, Iberia, Lafayette, St. Landry, St. Martin, Vermilion. Comprende además la parte occidental de la parroquia de St. Mary.
La sede de la diócesis se encuentra en la ciudad de Lafayette, en donde se halla la Catedral de San Juan.
En 2021 en la diócesis existían 122 parroquias.

## Historia
La diócesis fue erigida el 11 de enero de 1918 con la bula A multis iam annis del papa Benedicto XV, obteniendo el territorio de la arquidiócesis de Nueva Orleans.
El 30 de octubre de 1959, con la carta apostólica Caelesti coruscans, el papa Juan XXIII proclamó patrona principal a la Virgen Inmaculada y patrono secundario de la diócesis a san Juan María Vianney.
El 29 de enero de 1980 cedió una parte de su territorio para la erección de la diócesis de Lake Charles mediante la bula Qui ad beatissimi del papa Juan Pablo II.

## Estadísticas
Según el Anuario Pontificio 2022 la diócesis tenía a fines de 2021 un total de 323 568 fieles bautizados.
| Año                                                                             | Población            | Población | Población      | Sacerdotes | Sacerdotes    | Sacerdotes    | Bautizados por sacerdote | Diáconos permanentes | Religiosos | Religiosos | Parroquias |
| Año                                                                             | Bautizados católicos | Total     | % de católicos | Total      | Clero secular | Clero regular | Bautizados por sacerdote | Diáconos permanentes | Varones    | Mujeres    | Parroquias |
| ------------------------------------------------------------------------------- | -------------------- | --------- | -------------- | ---------- | ------------- | ------------- | ------------------------ | -------------------- | ---------- | ---------- | ---------- |
| 1950                                                                            | 295 000              | 460 000   | 64.1           | 206        | 112           | 94            | 1432                     |                      | 190        | 342        | 102        |
| 1966                                                                            | 385 706              | 677 738   | 56.9           | 300        | 190           | 110           | 1285                     |                      | 163        | 584        | 145        |
| 1970                                                                            | 397 021              | 708 333   | 56.1           | 286        | 185           | 101           | 1388                     |                      | 146        | 452        | 150        |
| 1976                                                                            | 409 263              | 706 187   | 58.0           | 236        | 115           | 121           | 1734                     |                      | 184        | 428        | 154        |
| 1980                                                                            | 399 348              | 774 307   | 51.6           | 298        | 184           | 114           | 1340                     | 34                   | 163        | 410        | 155        |
| 1990                                                                            | 323 478              | 546 851   | 59.2           | 202        | 133           | 69            | 1601                     | 55                   | 111        | 206        | 121        |
| 1999                                                                            | 336 746              | 559 055   | 60.2           | 213        | 158           | 55            | 1580                     | 47                   | 31         | 173        | 121        |
| 2000                                                                            | 353 861              | 546 000   | 64.8           | 200        | 142           | 58            | 1769                     | 51                   | 94         | 161        | 121        |
| 2001                                                                            | 353 861              | 546 000   | 64.8           | 194        | 136           | 58            | 1824                     | 74                   | 93         | 151        | 121        |
| 2002                                                                            | 331 186              | 568 154   | 58.3           | 213        | 159           | 54            | 1554                     | 73                   | 85         | 140        | 121        |
| 2003                                                                            | 325 422              | 568 154   | 57.3           | 200        | 148           | 52            | 1627                     | 69                   | 88         | 133        | 121        |
| 2004                                                                            | 322 349              | 568 154   | 56.7           | 186        | 142           | 44            | 1733                     | 67                   | 90         | 156        | 121        |
| 2013                                                                            | 330 000              | 629 000   | 52.5           | 190        | 151           | 39            | 1736                     | 95                   | 67         | 134        | 121        |
| 2016                                                                            | 336 357              | 642 502   | 52.4           | 205        | 147           | 58            | 1640                     | 80                   | 78         | 112        | 121        |
| 2019                                                                            | 341 115              | 651 600   | 52.4           | 208        | 153           | 55            | 1639                     | 111                  | 81         | 106        | 121        |
| 2021                                                                            | 323 568              | 645 560   | 50.1           | 213        | 151           | 62            | 1519                     | 113                  | 78         | 98         | 122        |
| Fuente: Catholic-Hierarchy, que a su vez toma los datos del Anuario Pontificio. |                      |           |                |            |               |               |                          |                      |            |            |            |

## Episcopologio
- Jules Benjamin Jeanmard † (18 de julio de 1918-13 de marzo de 1956 renunció[nota 1])
- Maurice Schexnayder † (13 de marzo de 1956-7 de noviembre de 1972 retirado)
- Gerard Louis Frey † (7 de noviembre de 1972-13 de mayo de 1989 retirado)
- Harry Joseph Flynn † (15 de mayo de 1989 por sucesión-24 de febrero de 1994 nombrado arzobispo coadjutor de Saint Paul y Minneapolis)
- Edward Joseph O'Donnell † (8 de noviembre de 1994-8 de noviembre de 2002 renunció)
- Charles Michael Jarrell (8 de noviembre de 2002-17 de febrero de 2016 retirado)
- John Douglas Deshotel, desde el 17 de febrero de 2016